# تين جميل
تين جميل[بحاجة لمصدر] (الاسم العلمي:Ficus superba) هو نوع من النباتات يتبع جنس التين من الفصيلة التوتية.